# سیارک ۱۰۰۶۸
سیارک ۱۰۰۶۸ (به انگلیسی: 10068 Dodoens، نامگذاری:1989CT2) ده هزار و شصت و هشتمین سیارک کشف شده‌است که در ۴ فوریه ۱۹۸۹ کشف شد.
قدر مطلق سیارک برابر ۱۴٫۲۰ است.